# كلاديانوس (بابا الإسكندرية)
كلاديانوس الأول هو تاسع بطاركة الإسكندريَّة وبابوات الكنيسة القبطية الأرثوذكسية.
ولد في الإسكندرية، وعاصر الإمبراطوران أنطونيوس بيوس وماركوس أوريليوس. كان رجلاً عالماً فاضلاً ممدوح السيرة، فانتخب بطريركاً في 8 طوبة (4 يناير سنة 152م) بعد نياحة سلفه البابا مركيانوس. فاستمر يعلم ويعظ ويهذب شعبه إلى أن تنيح بسلام في التاسع من أبيب (16 يوليو) 166م، بعد أن أقام على الكرسي أربع عشرة سنة وستة أشهر. وتعيد الكنيسة بعيد نياحته في التاسع من شهر أبيب. دفن في الكاتدرائية المرقسية.